# Districtul Aokas
Aokas este un district din provincia Béjaïa, Algeria.